# Paweł Kaczorowski (piłkarz)
Paweł Kaczorowski (ur. 22 marca 1974 w Zduńskiej Woli) – polski piłkarz grający na pozycji obrońcy lub pomocnika, reprezentant Polski i trener piłkarski.

## Kariera piłkarska

### Kariera klubowa
Paweł Kaczorowski swoją karierę rozpoczynał w Pogoni Zduńska Wola. Jako pierwszy klub seniorski był LZS Rębieskie  następnie grał do 1996 roku w klubie LZS Rychłocice. W 1996 roku ponownie w Pogoni Zduńska Wola. W 1998 roku przeniósł się do KSZO Ostrowiec Świętokrzyski. W polskiej Ekstraklasie debiutował 8 marca 1998 roku w barwach KSZO w spotkaniu z Lechem Poznań (1-1). W KSZO rozegrał 11 spotkań. W sezonie 1999/2000 grał w Lechu Poznań. Rozegrał tam 22 spotkania i strzelił w 15 kolejce pierwszego gola w Ekstraklasie. W 2002 roku zmienił klub na Polonie Warszawa, rozegrał tam 54 spotkania i zdobył 1 gola. W 2001 roku zdobył Puchar Polski. Również w Polonii dostał przydomek od kibiców Legii „Chórzysta”, za przyśpiewki obrażające Legionistów. W 2003 roku wrócił do Lecha Poznań. Rozegrał tam 43 spotkania i strzelił 2 bramki, w 2004 roku zdobył Puchar Polski oraz Superpuchar. W 2005 roku przeniósł się do Legii Warszawa. W trakcie wchodzenia na boisko zostawał wygwizdywany i rzucali w niego gumowymi kaczkami kibice Legii, co spowodowane było tym, że piłkarz dopuścił się podczas gry w Lechu Poznań obrażania warszawskiego klubu. Rozegrał 10 spotkań i strzelił 1 bramkę. Po rundzie jesiennej zmienił klub na Wisłę Kraków. Rozegrał tam tylko 1 spotkanie w Pucharze Ekstraklasy. Po czym przeniósł się do Śląska Wrocław. Rozegrał 11 spotkań i strzelił 1 bramkę. Na ekstraklasowych boiskach rozegrał 140 spotkań, w których strzelił 5 bramek. W 2007 roku przeniósł się do Warty Poznań. W ciągu roku rozegrał 14 spotkań. W 2008 roku kontrakt podpisał z Stilonem Gorzów. Od rundy wiosennej w 2008 roku jednak w niej nie grał bo Mieczysław Broniszewski nie widział w kadrze. Po zmianie trenera na Adama Topolskiego wrócił do kadry. Występuje najczęściej pod koniec meczu, na ostatnie pół godziny. W debiucie w kadrze Adama Topolskiego strzelił gola. Po sezonie podpisał kontrakt jeszcze na rok. W 2009 roku jest lepiej przygotowany i gra całe mecze. W czerwcu 2010 roku działacze GKP nie przedłużyli kontraktu z nim. W Stilonie rozegrał 40 spotkań i trafił 3 razy do siatki. Od października 2010 został trenerem IV klubu w woj. lubuskim - Pogoni Skwierzyna. W rundzie wiosennej sezonu 2010/2011 wznowił karierę podpisując kontrakt z Turem Turek, gdzie w 2011 wraz z Wojciechem Wąsikiewiczem pełnił funkcję trenera.

### Kariera reprezentacyjna
W reprezentacji Polski zagrał w 14 spotkaniach i zdobył 1 gola, w 75 min. eliminacyjnego meczu do Mistrzostw Europy 2004 przeciwko San Marino (7 września 2002).
| l.p. | Data              | Miejsce    | Przeciwnik         | Rezultat | Rozgrywki       | Grał   | Uwagi        |
| ---- | ----------------- | ---------- | ------------------ | -------- | --------------- | ------ | ------------ |
| 1.   | 26 stycznia 2000  | Kartagena  | Hiszpania          | 0-3      | towarzyski      | od 67' |              |
| 2.   | 26 kwietnia 2000  | Poznań     | Finlandia          | 0-0      | towarzyski      | od 80' |              |
| 3.   | 15 sierpnia 2001  | Reykjavík  | Islandia           | 1-1      | towarzyski      | od 46' |              |
| 4.   | 14 listopada 2001 | Poznań     | Kamerun            | 0-0      | towarzyski      | od 46' |              |
| 5.   | 10 lutego 2002    | Limassol   | Wyspy Owcze        | 2-1      | towarzyski      | do 45' |              |
| 6.   | 21 sierpnia 2002  | Szczecin   | Belgia             | 1-1      | towarzyski      | do 45' | Żółta kartka |
| 7.   | 7 września 2002   | Serravalle | San Marino         | 2-0      | elim. Euro 2004 | 90'    | 75'          |
| 8.   | 20 listopada 2002 | Kopenhaga  | Dania              | 0-2      | towarzyski      | od 65' |              |
| 9.   | 14 lutego 2003    | Split      | Macedonia Północna | 3-0      | towarzyski      | do 45' |              |
| 10.  | 28 kwietnia 2004  | Bydgoszcz  | Irlandia           | 0-0      | towarzyski      | od 85' |              |
| 11.  | 29 maja 2004      | Szczecin   | Grecja             | 1-0      | towarzyski      | od 84' |              |
| 12.  | 5 czerwca 2004    | Solna      | Szwecja            | 1-3      | towarzyski      | od 76' |              |
| 13.  | 12 lipca 2004     | Chicago    | Stany Zjednoczone  | 1-1      | towarzyski      | 90'    | kpt.         |
| 14.  | 29 maja 2005      | Szczecin   | Albania            | 1-0      | towarzyski      | od 86' |              |